# Лисуново (Волгоградська область)
Лисуново (рос. Лисуново) — селище у Палласовському районі Волгоградської області Російської Федерації.
Населення становить 119 осіб. Входить до складу муніципального утворення Савинське сільське поселення.

## Історія
Селище розташоване у межах українського історичного та культурного регіону Жовтий Клин.
Згідно із законом від 30 грудня 2004 року № 982-ОД органом місцевого самоврядування є Савинське сільське поселення.

## Населення
| 2010 |
| ---- |
| 119  |